# Tobal n°1
Pour les articles homonymes, voir Tobal.
Tobal n°1 (トバル ナンバーワン, Tobaru Nanbā Wan) est un jeu de combat sorti sur PlayStation en 1996.

## Développement et système de jeu
Tobal n°1 est développé par DreamFactory, avec Seiichi Ishii pour superviser le projet, il est connu principalement pour avoir travaillé auparavant sur des jeux de combat en 3D chez Sega (Virtua Fighter) et chez Namco (Tekken),. Les personnages sont conçus par Akira Toriyama et Masahiro Onoguchi s'occupe de leur conception en trois dimensions. La principale caractéristique du jeu selon Seiichi Ishii, est la possibilité de se « déplacer n'importe où dans un plan 3D, à 360 degrés ». Le jeu est publié au Japon le 2 août 1996 et comporte une démo de Final Fantasy VII. La version française de Tobal ne contient pas la démo de Final Fantasy VII, en raison du coût du double CD trop élevé.
Tobal n°1 comprend quelques modes de jeu, un mode Versus à deux joueurs, un mode tournoi et un mode « Quest ». Le mode « Quest » emmène le joueur dans des labyrinthes où il apprend les bases du jeu, la difficulté augmente au fil des niveaux. Le jeu compte huit personnages, tous dessinés par Akira Toriyama. Le gameplay fait évoluer les combattants dans des décors en trois dimensions, les contrôles se constituent de trois boutons qui sont réservés pour les coups offensifs (coup bas, milieu et haut),. Deux autres boutons servent pour la garde et pour les sauts. Les flèches directionnelles haut et bas sont réservées pour les mouvements du personnage dans l'arène, principalement pour esquiver,. Le gameplay offre également des projections réalisables en pressant simultanément le coup moyen (touche Carré) + la garde (touche R1), les projections peuvent s'effectuer dans quatre directions et les prises varient selon le positionnement (sur le côté, prise de dos ou pendant un déplacement). Il est possible de contrer une projection, elle s'exécute de la même manière pour réaliser une prise et permet à celui qui contre de se dégager de la prise ou bien d'attraper son adversaire,.
Quelques manipulations permettent de modifier l'aspect des personnages du jeu et notamment la possibilité de modifier les couleurs des vêtements grâces aux valeurs RVB. Une astuce célèbre à l'époque permettait de ce fait de donner à certains personnages l'aspect de la nudité en donnant aux vêtements la teinte de la peau du personnage choisi. D'autres manipulations permettent également de modifier l'échelle des personnages et de jouer avec un personnage minuscule ou géant. Il est également possible de zoomer et pivoter la caméra autour du personnage lorsque le combat est terminé (ce qui permet d'apprécier la haute définition polygonale des visages des personnages qui était impressionnante pour l'époque).

## Fiche technique
- Réalisation : Seiichi Ishii
- Superviseur : Hironobu Sakaguchi
- Game Designer : Seiichi Ishii, Toru Ikebuchi
- Character Designer : Akira Toriyama
- Programmeur principal : Toru Ikebuchi
- Producteur : Koji Yamashita
- Producteurs exécutifs : Tetsuo Mizuno, Tomoyuki Takechi, Hisashi Suzuki, Shinji Hashimoto
- Executive VP, Strategic Planning : Yoshihiro Maruyama
- VP Marketing : Jun Iwasaki
- Musique : Yasunori Mitsuda, Yasuhiro Kawami, Ryuji Sasai, Masashi Hamauzu, Junya Nakano, Kenji Ito, Noriko Matsueda, Yoko Shimomura

## Personnages
- Chuji Wu
- Epon
- Oliems
- Hom
- Fei Pusu
- Mary Ivonskaya
- Ill Goga
- Gren Kuts
- Mufu
- Nork
- Udan

## Bande sonore
Les musiques de ce jeu ont été réalisées par huit compositeurs :
- Yasunori Mitsuda — cocompositeur, Chrono Trigger (1995, Super Nintendo)
- Yasuhiro Kawami — cocompositeur, Final Fantasy Mystic Quest (1993, Super Nintendo)
- Ryuji Sasai — compositeur Treasure of the Rudras (Rudra no Hihō) (1996, Super Nintendo)
- Masashi Hamauzu — compositeur, SaGa Frontier 2 (2000, PlayStation); cocompositeur, Final Fantasy X (2001, PlayStation 2)
- Junya Nakano — compositeur, Threads of Fate (2000, PlayStation); cocompositeur, Final Fantasy X (2001, PlayStation 2)
- Kenji Ito — compositeur, Romancing SaGa 1, 2 & 3 (1992, 1993, 1995, Super Nintendo)
- Noriko Matsueda — compositeur, Bahamut Lagoon (1996, Super Nintendo)
- Yoko Shimomura — compositeur, Kingdom Hearts (2002, PlayStation 2); cocompositeur, Super Mario RPG (1996, Super Nintendo)

## Suite
Il a pour suite Tobal 2 et contrairement à celui-ci, il est sorti aux États-Unis et en Europe, et n'est pas en haute résolution.